# Josef Obermoser
Josef Obermoser (* 1. Februar 1959) ist ein österreichischer Händler von Antiquitäten und Wein.

## Leben
Obermoser betrieb bis 2003 eine Spedition für den Transport von Kunstgegenständen. Danach wandte er sich dem Verkauf von Antiquitäten zu und eröffnete ein Ladenlokal in Kitzbühel. Seit 2020 tritt Obermoser im „Händlerraum“ der ServusTV-Sendereihe Bares für Rares Österreich auf.

## Trivia
Obermoser ist ein Freund des Motorsports. Er fuhr das Internationale Auto-Bergrennen von Esthofen nach St. Agatha in den Jahren 2006 bis 2009 und 2011 bis 2015 mit einem Alfa Romeo Sprint Veloce 1,5 in der Sparte Historische Automobile bis 1600 ccm – Klasse 4 sowie von 2016 und 2018 bis 2019 mit einem Alfo Romeo Sud TI in der Class C2 / -2000 ccm. Er ist zudem Präsident des Kitzbüheler Harley-Davidson-Clubs.